# Спуре, Жан Кристапович
Жан Кристапович Спу́ре (латыш. Žanis Spure, 1901—1943) — советский хозяйственный, государственный и политический деятель.

## Биография
Родился в 1901 году в Риге. Член КП Латвии с 1920 года.
С 1919 года — революционер, арестован, освобождён, выслан в СССР; на хозяйственной работе, на ответственных должностях в Красном Интернационале профсоюзов.
С 1935 года — на подпольной работе в Латвии, секретарь подпольного ЦК КП Латвии, арестован, освобождён, 2-й секретарь ЦК КП(б) Латвии, секретарь ЦК КП(б) Латвии по промышленности, по пропаганде и агитации, член правления Союза писателей СССР.
Избирался депутатом Верховного Совета Латвийской ССР 1-го созыва.
Во время Великой Отечественной войны — на Северо-Западном фронте, ответственный редактор фронтовой газеты «Par Padomju Latviju» («За Советскую Латвию») на латышском языке. Батальонный комиссар (10.10.1941), подполковник (24.11.1942).
Погиб в мае 1943 года в Валдайском районе. Похоронен на кладбище Райниса в Риге.